# Монастир Григорія
40°10′45″ пн. ш. 24°15′20″ сх. д. / 40.17917° пн. ш. 24.25556° сх. д.
Монастир Григорія (грец. Μονή Γρηγορίου) — грецький чоловічий православний монастир на Святій горі Афон, займає в святогірській ієрархії сімнадцяте місце. Розташований на південно-східному узбережжі півострова Айон-Орос, за годину від монастиря Симонопетра та за п'ять годин від Карієса.

## Історія
Афонський монастир, подібно до монастиря святого Павла, первісно був слов'янським. Він заснований в 14 столітті монахом Святим Григорієм, від імені якого обитель отримала свою назву.
Соборний храм монастиря (католікон) присвячений святителю Миколаю Мирлікійському. Окрім католікону діють паракліси: Успіння Пресвятої Богородиці; святих Архангелів; святої Анастасії Римлянки, Живоносного Джерела, святого Димитрія Солунського; Всіх Святих; преподобного Григорія, ктитора обителі; усіх преподобних отців Афонських. Поза монастирем діють ще 9 церков.

## Реліквії
У соборному храмі, при колоні, чудотворна ікона Пресвятої Богородиці, на ній напис грецькою: «Молитва благочестивої Марії Палеолог, господарині Молдавської».
Монастир Григорія зберігає частинки святих мощей: частини правої і лівої ноги та правої руки Анастасії Римлянки; ребра священномученика Харалампія; глава святого мученика Кіріка; глава святого Григорія Назіанзина, батька Григорія Богослова; глава Фотінії Самарянки; частинки мощей святої Іулітти, матері святого мученика Кіріка; частини правих рук святих безсеребреників Косьми і Даміана; частина мощей святого великомученика Пантелеймона.
Бібліотека монастиря містить 297 рукописів (11 на пергаменті) та 4 000 друкованих книг.

## Ігумени
- Георгій (Капсаніс) (1974 — †2014)
- Христофор (Пігасіу) (з 2014)